# 약수역 (세포)
약수역(藥水驛)은 조선민주주의인민공화국 강원도 세포군에 위치한 청년이천선의 철도역이다. 대한민국 서울특별시 중구 신당동에 있는 서울 지하철 3호선과 6호선의 환승역인 약수역과는 상관이 없다.